# Clematis chiupehensis
Clematis chiupehensis är en ranunkelväxtart som beskrevs av M. Y. Fang. Clematis chiupehensis ingår i släktet klematisar, och familjen ranunkelväxter. Inga underarter finns listade i Catalogue of Life.